# Storvattnet (Gudmundrå socken, Ångermanland)
Storvattnet är en sjö i Kramfors kommun i Ångermanland och ingår i Ångermanälven-Gådeåns kustområde. Sjön har en area på 1,69 kvadratkilometer och ligger 202 meter över havet. Sjön avvattnas av vattendraget Kramforsån (Tvärån).

## Delavrinningsområde
Storvattnet ingår i det delavrinningsområde (697982-158961) som SMHI kallar för Utloppet av Storvattnet. Medelhöjden är 257 meter över havet och ytan är 13,71 kvadratkilometer. Räknas de 7 avrinningsområdena uppströms in blir den ackumulerade arean 41,38 kvadratkilometer. Avrinningsområdets utflöde Kramforsån (Tvärån) mynnar i havet. Avrinningsområdet består mestadels av skog (74 procent). Avrinningsområdet har 1,67 kvadratkilometer vattenytor vilket ger det en sjöprocent på 12,2 procent.